# Buddha Tooth Relic Temple and Museum
Buddha Tooth Relic Temple and Museum is een Chinees-boeddhistische tempel en museum in Chinatown (Singapore), Singapore. De tempel is in 2002 gesticht en gebouwd in de stijl van de Tang-dynastie. Hij werd in 2007 officieel geopend. In Buddha Tooth Relic Temple and Museum is een reliek, een stukje tand, te vinden van Sakyamuni Boeddha.
Het gebouw is een belangrijke toeristische attractie in Chinatown. In de kelder van het gebouw kan men gratis vegetarische maaltijden nuttigen.